# István Fekete (pisarz)
István Fekete (ur. 1900 w Gölle, zm. 1970 w Budapeszcie) – węgierski pisarz. Po ukończeniu Akademii Rolniczej pracował jako nadleśniczy, był wykładowcą myślistwa, pisał książki o tematyce rolniczej. Na początku lat czterdziestych XX w. zajmował się produkcją oświatowych filmów przyrodniczych. Jest autorem powieści o tematyce przyrodniczej pełnych lirycznego nastroju. Jego najbardziej znaną powieścią jest A koppányi aga testamentuma. Powieść ta została sfilmowana w 1967 roku. Popularność zyskała także seria książek dla młodzieży o lisie Vuku.

## Wyróżnienia i nagrody
- Nagroda im. Attili Józsefa (1960)

## Wybrane utwory
- A koppányi aga testamentuma (1937)
- Tüskevár (1957, pl. Kolcogród, 1975)
- Köd (1960, pl. Mgła, 1971)
- Csend (1971, pl. Cisza, 1975)